# Joseph Diescho
Joseph Diescho, född 10 april 1955 i Andara, Kavango, är en namibisk författare och politisk analytiker. Han studerade juridik och statsvetenskap på Fort Hare University i Sydafrika. Under sin studietid arbetade han mot apartheidsystemet och fängslades för detta i Peddie och East London.
Vid Columbia University i New York slutförde han sin doktorsavhandling i statsvetenskap 1992. Hans avhandling gällde ämnet "The Role of Education in the Politics of Control in Namibia:  1948-1988" och gällde hur politik och utbildningsväsende hängt samman i Namibia.
Diescho har varit programledare för "South Africa Now" i amerikansk TV. 1997-1998 var han programledare för "The Big Picture", ett inslag i SABC 2 med ekonomisk och politisk analys.
Hans roman "Born of the Sun" publicerades i USA 1988 och var den första romanen om Namibia av en infödd namibisk författare.
Dieschos andra roman "Troubled Waters" publicerades 1993 och behandlar dilemma med apartheid.

### Fotnot
1. ↑  Svensk översättning: Undervisningens roll för den politiska kontrollen av Namibia: 1948 – 1988

Den här artikeln är helt eller delvis baserad på material från engelskspråkiga Wikipedia, tidigare version.